# Gertrud Weinberger
Gertrud Weinberger (* 2. Dezember 1897 in Budapest; † unbekannt) war eine Kunsthandwerkerin. Sie ist bekannt durch ihre Arbeiten für die Wiener Werkstätte.

## Leben und Werk
Gertrud (auch Trude oder Gertrude) Weinberger war die Tochter des Ingenieurs Adam Weinberger. Sie besuchte 1911/12 das von Eugenie Schwarzwald gegründete, private Mädchen-Lyceum in Wien. Danach wurde sie zwei Jahre an der Kunstschule für Frauen und Mädchen in Wien ausgebildet. Ihr Studium erstreckte sich über die Zeit des Ersten Weltkrieges hinweg von 1914 bis 1920. Ihre Dozenten an der Kunstgewerbeschule Wien waren Franz Čižek, Oskar Strnad, Rudolf von Larisch und Adolf Böhm. Bei Rosalia Rothansl absolvierte sie die Textil-Werkstätte, bei Josef Hoffmann die Fachklasse Architektur, bei Michael Powolny die Keramik-Werkstätte und bei Josef Frank belegte sie das Hilfsfach Baukonstruktionslehre.
Trude Weinberger war an den Mappenwerken Mode in Wien (1914/15) und Das Leben einer Dame (1916) beteiligt.
Für die Wiener Werkstätte erstellte sie Werkstücke aus unterschiedlichen Materialien. Sie gestaltete gestickte Lesezeichen, Ostereier aus Speckstein, bemalte Holzkassetten, Span- und Kartonschachteln, von Josef Hoffmann und Koloman Moser gestaltete Holzdosen, Krampusfiguren, Lampenschirme, Gehstöcke mit Elfenbeingriffen, Gürtel, Glasdekore, Gebrauchsgrafik, Stoffmuster und Gefäßkeramik.
Auf Grund ihrer jüdischen Herkunft emigrierte sie nach England. Dort verliert sich ihre Spur.

## Ausstellungen
- 1915: Modeausstellung im Österreichischen Museum für Kunst und Industrie
- 1920: Kunstschau im Österreichischen Museum für Kunst und Industrie

Posthum
- 2021: Die Frauen der Wiener Werkstätte, Museum für angewandte Kunst (MAK) Wien

## Arbeiten (Auswahl)
- 1914/1915: Mode Wien 1914/5, 7. Mappe (Untertitel), Blatt 2 / Gertrud Weinberger[1], Modebild einer Dame mit Schirm von Trude Weinberger aus dem Mappenwerk Mode Wien 1914/5 (vom Bearbeiter vergebener Titel), Mode Wien 1914/5 (Serientitel)[2]
- 1916–1918: Stoffmuster „Alpenkönig“ (Originaltitel)[3]
- 1918: Seidenband „Karneva“ (Originaltitel)[4]
- vor 1919: Zwei Schirmgriffe oder Stockgriffe „Elfenbeingriff und brauner Holzstock mit Elfenbeinzwinge“[5]
- vor 1919: „Lampenschirm“ (Originaltitel)[6]
- 1919: Stoffmuster „Sternschnuppe“ (Originaltitel)[7]
- 1920: Porzellanfigürchen[8].